# Taeniopteryx lonicera
Taeniopteryx lonicera är en bäcksländeart som beskrevs av William Edwin Ricker och Ross 1968. Taeniopteryx lonicera ingår i släktet Taeniopteryx och familjen vingbandbäcksländor. Inga underarter finns listade i Catalogue of Life.